# Tydemania
Tydemania é um género monotípico de algas, pertencente à família Udoteaceae.

## Espécie
- Tydemania expeditionis